# Blair Dunlop
Blair Dunlop (Chesterfield, 11 de febrero de 1992) es un actor y músico británico.

## Primeros años
Dunlop es hijo del músico Ashley Hutchings (miembro de Fairport Convention) y de la cantante Judy Dunlop. Estudió en el Foremarke Hall, en Derbyshire, ingresando más adelante en la secundaria de Repton.
Como actor joven, Dunlop hizo su debut en la película Charlie y la fábrica de chocolates (2005), dirigida por Tim Burton y protagonizada por Johnny Depp. Dunlop interpretó el papel de un joven Willy Wonka que era educado de una manera estricta por su padre. También apareció en Rocket Man, un programa de televisión británico.

## Carrera
Blair Dunlop inició una carrera en la música a comienzos de la década de 2010. Hasta la fecha ha publicado un EP y cuatro álbumes. Su primer larga duración, Blight and Blossom, fue publicado por Rooksmere Records en 2013. Su segundo trabajo, House of Jacks, salió al mercado en mayo de 2014. Su tercer disco, Gilded, fue publicado bajo su propia discográfica Gilded Wings Records el 6 de mayo de 2016. Notes From An Island, su más reciente producción, fue publicado en 2018.

## Discografía

### Álbumes
- Blight and Blossom (Rooksmere Records) (2012)
- House of Jacks (Rooksmere Records) (2014)
- Gilded (Gilded Wings Records) (2016)
- Notes From An Island (Gilded Wings Records) (2018)

### EP
- Bags Outside The Door EP (Rooksmere Records) (2011)
- Blair Dunlop / Larkin Poe (Rooksmere Records) – colaboración con Larkin Poe (2013)
- The Mark Radcliffe Folk Sessions (Delphonic Records) (2013)

### Otros lanzamientos
- Fighting Room – The Albion Band (2011)
- The Vice Of The People – The Albion Band (2012)
- Orion's Belt – The Albion Band (2012)